# Jaap Tinbergen
Jaap Tinbergen (Den Haag, 19 december 1934 - ?, 20 juni 2010) was een Nederlands sterrenkundige (astronoom).

## Studies en werk
In 1949 verhuisde hij met zijn ouders naar Engeland (in het Verenigd Koninkrijk). Hij studeerde experimentele natuurkunde aan de Universiteit van Cambridge en vervolgens informatica (information engineering) in Birmingham. Daarna deed hij gedurende 2,5 jaar ionosfeeronderzoek op Antarctica.
In 1960 kwam Tinbergen terug in Nederland, waar hij aan de Universiteit Leiden sterrenkunde studeerde. Hij bleef levenslang verbonden aan de Sterrewacht Leiden. De interesse van Tinbergen verschoof toen in de richting van de instrumentele optische sterrenkunde. In 1972 doctoreerde hij onder Theodore Walraven. Zijn proefschrift had als titel Precision Spectropolarimetry of Starlight en ging over optische polarimetrie, een domein waarin hij wereldexpert bleef. In dit kader had hij een achromatische precisiepolarimeter ontwikkeld. In de loop van zijn carrière werkte hij nog mee aan de bouw van veel andere optische meetinstrumenten.
In 1982 ging hij werken bij het Kapteyn Instituut van de Rijksuniversiteit Groningen (op het toenmalige Kapteyn Observatorium in Roden). In 1994 kwam hij in dienst bij ASTRON, het Nederlandse instituut voor radioastronomie, een onderdeel van de Nederlandse Organisatie voor Wetenschappelijk Onderzoek (NWO).

## Privé
Tinbergen leed jarenlang aan beenmergkanker, waaraan hij op 20 juni 2010 op 75-jarige leeftijd overleed.

## Erkenning
Naar Jaap Tinbergen is een planetoïde genoemd: 10434 Tinbergen.